# Искатели счастья

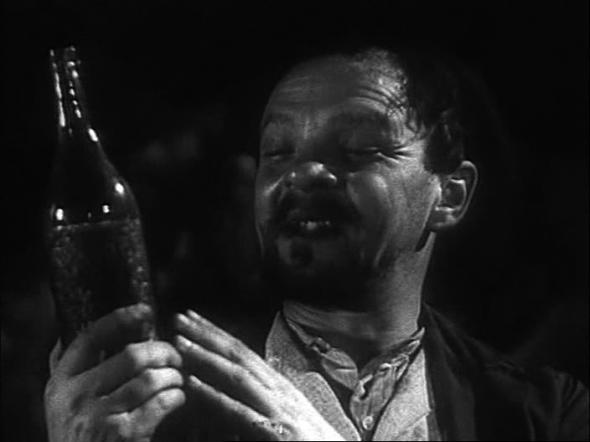
Кадр из кинофильма «Искатели счастья». 1936 г.

«Искатели счастья» — фильм Владимира Корша-Саблина о евреях-переселенцах, переехавших в биробиджанский колхоз «Ройте-Фелд».

## Сюжет
В 1928 году семья старой Двойры — дочери Роза и Бася, сын Лёва и зять Пиня Копман (муж Баси) приезжают из-за границы (откуда именно, не говорится) на Дальний Восток. Там они вступают в колхоз «Ройте Фелд» и начинают трудиться. Роза влюбляется в русского рыбака Корнея. Однако Пиня не желает работать. Он хочет найти золото и сбежать с ним в Китай, чтобы открыть там фабрику и стать «королём подтяжек». Когда Лёва раскрывает его замысел, Пиня почти убивает его и сбегает. Подозрение падает на Корнея. На границе Пиню ловят, а золото, которое он намыл, оказывается обманкой. Попутно разворачиваются отношения Баси и председателя колхоза Натана. Фильм заканчивается свадьбой Корнея и Розы. В конце фильма звучат свадебные куплеты (музыка И. Дунаевского) в исполнении С. И. Фабрикант.

## В ролях
- Мария Блюменталь-Тамарина — Двойра
- Вениамин Зускин — Пиня Копман
- Николай Вальяно — Лёва
- Любовь Шмидт — Роза
- Людмила Тайц — Бася
- Александр Карев — Натан
- Сергей Яров — Корней
- Борис Жуковский — отец Корнея
- Иона Бий-Бродский — Шлёма
- Эмиль Галь — сионист
- Софья Ивницкая — певица на свадьбе

## Съёмочная группа
- Авторы сценария: Иоганн Зельцер, Григорий Кобец
- Режиссёры: Владимир Корш-Саблин, Иосиф Шапиро
- Оператор: Б. Рябов
- Художник-постановщик: В. Покровский
- Композитор: И. Осипович Дунаевский
- Автор текстов песен: Владимир Волженин
- Звукорежиссёр: Н. Косарев